# Serra de Canalda
|  | Aquest article tracta sobre la serra del municipi d'Odèn (Solsonès). Vegeu-ne altres significats a «Canalda». |

La Serra de Canalda és una serra situada al municipi d'Odèn (Solsonès), amb una elevació màxima de 1.211,8 metres.